# Sonja Hejdeman
Sonja Hejdeman, född 11 mars 1948 i Malmö, är en svensk skådespelare.

## Biografi
Sonja Hejdeman började vid Stockholms stadsteater 1974 då hon medverkade i föreställningen Peer Gynt. Bland hennes roller märks även Hanne och Morgause i Merlin – Djävulens son, Amman i Romeo och Juliet, Kattrin i Kurage och hennes barn, Phib och Fru Crummles i Nicholas Nickleby, Gerd i Mater Nexus, Lolo i Limbo, Mae i Katt på hett plåttak och Charlotta i Körsbärsträdgården.

## Filmografi
- 1971 – Offside (TV-serie)
- 1979 – Barnförbjudet - den ilskna personalflickan
- 1981 – Sally och friheten - väninnan
- 1986 – Kunglig toilette
- 1986 – Min pappa är Tarzan - Sonjas chef
- 1986 – Julpussar och stjärnsmällar (TV-serie)
- 1986 – Seppan - lärarinnan
- 1988 – Strul - rektorn
- 1989 – I april
- 1989 – Klassliv (TV-serie)
- 1990 – Kniven i Karlavagnen
- 1991 – Amforans gåta (TV-serie)
- 1991 – T. Sventon och fallet Isabella - fröken Janssons syster
- 1993 – Drömmen om Rita - kvinna i baren
- 1994 – Fallet Paragon (TV-serie) - Grossklein
- 1996 – Rusar i hans famn - Marianne
- 1996 – Sexton (TV-serie)
- 1997 – Tartuffe – hycklaren - Clemente
- 1999 – Reuter & Skoog (TV-serie)
- 2000 – ... och sakta glider skuggorna ifrån oss
- 2003 – Belinder auktioner (TV-serie)
- 2005 – Lasermannen - Gunilla Lindgren

## Teater

### Roller (ej komplett)
| År   | Roll              | Produktion                                                                                               | Regi                | Teater                 |
| ---- | ----------------- | --- | ------------------- | ---------------------- |
| 1972 |                   | Plaza svit (Plaza Suite) Neil Simon                                                                      | Gunnar Ekström      | Malmö stadsteater      |
| 1974 | Den grönklädda    | Peer Gynt, del I Henrik Ibsen                                                                            | Fred Hjelm          | Stockholms stadsteater |
| 1978 | Emilia            | Othello William Shakespeare                                                                              | Johan Bergenstråhle | Stockholms stadsteater |
| 1979 | Ärtblomma         | En midsommarnattsdröm (A Midsummer Night's Dream) William Shakespeare                                    | Göran O. Eriksson   | Stockholms stadsteater |
| 1980 | Bull              | Fabriksflickorna, makten och härligheten Margareta Garpe och Suzanne Osten                               | Suzanne Osten       | Stockholms stadsteater |
| 1981 | "Larven"          | Den gråtande polisen Staffan Göthe                                                                       | Torbjörn Astner     | Stockholms stadsteater |
| 1982 | Britta Annas mor  | Agnes Bernauer Franz Xaver Kroetz                                                                        | Johan Bergenstråhle | Stockholms stadsteater |
| 1985 | Sabina            | Sommarnöjet (La villeggiatura) Carlo Goldoni                                                             | Göran O Eriksson    | Stockholms stadsteater |
| 1987 | Kattrin           | Kurage och hennes barn (Mutter Courage und ihre Kinder) Bertolt Brecht                                   | Ragnar Lyth         | Stockholms stadsteater |
| 1989 | Sally             | Den stora lögnen (A Lie of the Mind) Sam Shepard                                                         | Jan Håkanson        | Stockholms stadsteater |
| 1999 | Phib Fru Crummles | Nicholas Nickleby (The Life and Adventures of Nicholas Nickleby) David Edgar efter Charles Dickens roman | Georg Malvius       | Stockholms stadsteater |
| 2003 | Lolo              | Limbo Margareta Garpe                                                                                    | Margareta Garpe     | Stockholms stadsteater |
| 2004 | Charlotta         | Körsbärsträdgården (Вишнёвый сад, Visjnjovyj) Anton Tjechov                                              | Lennart Hjulström   | Stockholms stadsteater |